# یارنووتووکو
یارنووتووکو (به لاتین: Jarnołtówko) یک روستا در لهستان است که در گمینا ماودته واقع شده‌است.